# Antas (La Lama)
Antas (oficialmente Santiago de Antas) es una parroquia española del municipio de La Lama, perteneciente a la provincia de Pontevedra, en la comunidad autónoma de Galicia.

## Historia
Hacia mediados del siglo XIX, la parroquia, ya por entonces perteneciente a La Lama, tenía contabilizada una población de mil habitantes. Aparece descrita en el segundo volumen del Diccionario geográfico-estadístico-histórico de España y sus posesiones de Ultramar de Pascual Madoz con las siguientes palabras:

ANTAS (Santiago de): felig. en la prov. de Pontevedra (3 leg.), dióc. de Tuy (7), part. jud. de Puente Caldelas (1 1/2), y ayunt. de Lama (1/2): sit. entre el monte de Ceo al E., y el de Seijo al O., y combatida por los vientos N. y S.: su clima templado y sano; comprende los l. de Abelendo, Antas, Moa y Ramallal, que entre todos reunen 200 casas de mediana construccion; hay una escuela de primera educacion á la que concurren 50 niños: la igl. parr. (Santiago), es matriz y servida por un cura de primer ascenso y patronato laical: el térm. confina por N. con San Sebastian de Cobelo; por E. con San Bartolomé de Seijido, por S. con San Salvador de la Lama, y por O. con Sta. Maria de Aguasantas, todos á media legua de distancia; le baña el r. Berdugo, que baja á Caldelas, cuyas aguas son de muy buena calidad: el terreno lo es de mediana, y al E. se halla el monte Ceo, poblado de robles y otros arbustos: los caminos son vecinales y mal cuidados: el correo lo recibe de Caldelas: prod. maiz, centeno, mijo menudo, patatas, lino, habas y hortaliza: cria ganado vacuno, lanar, cabrio, de cerda y alguna mula; se cazan conejos y perdices, y se pescan truchas: ind. la agricola y algun molino harinero; ademas se ocupan algunos en la importacion de vino y sal, y otros en obras de canteria: pobl.: 200 vec. 1,000 alm.: contr. con su ayunt. (V.).
(Madoz, 1845, p. 328)

En 2023, tenía empadronados 238 habitantes.